# 小行星19348
小行星19348（19348 Cueca）是一颗绕太阳运转的小行星，为主小行星带小行星。该小行星于1997年2月19日发现。

## 轨道参数
小行星19348的轨道半长轴为431 629 421 km，2.8852234 UA，离心率为0.039。